# Вегер Євген Ілліч
Веге́р Євге́н Іллі́ч (нар. 9 (21) вересня 1899, село Лісцово Нерехтського повіту Костромської губернії — розстріляний 27 листопада 1937, Москва) — більшовицький комісар, радянський партійний і державний діяч. Член ЦК КП(б)У в лютому 1933 — липні 1937 р. Кандидат в члени Політичного бюро ЦК КП(б)У в лютому 1933 — липні 1937 р. Кандидат в члени ЦК ВКП(б) в лютому 1934 — червні 1937 р.

## Біографія
Народився в родині санітарного лікаря. У 1917 році закінчив реальне училище у Москві.
Член РСДРП(б) з березня 1917 року.
У травні — грудні 1917 р. — інструктор Московської повітової ради робітничих депутатів. Після захоплення більшовиками влади в Росії у січні — квітні 1918 року — голова Виконавчого комітету Курської губернської Ради депутатів. У травні 1918 — жовтні 1919 р. — голова Казанського губернського комітету РКП(б).
Учасник громадянської війни в Росії. У листопаді 1919 — травні 1920 р. — помічник начальника Політичного відділу Кавказького фронту. У травні 1920 — березні 1921 р. — член Революційно-Військової Ради (РВР) Західного і Південного фронтів. У 1921 році брав участь у придушенні повстання моряків у Кронштадті як військовий комісар Північної групи військ 7-ї радянської армії. У березні — грудні 1921 р. — член РВР Харківського військового округу.
У січні 1922 — серпні 1923 р. — співробітник штабу РСЧА. У 1923 році закінчив три курси Московське вище технічне училище.
У вересні 1923 — грудні 1924 р. — завідувач відділу промисловості і торгівлі Народного комісаріату фінансів РРФСР.
У січні 1925 — січні 1926 р. — завідувач відділу агітації і пропаганди, а у січні 1926 — липні 1927 р. — завідувач відділу керівних партійних органів Свердловського окружного комітету ВКП(б) Уральської області.
У липні 1927 — жовтні 1928 р. — відповідальний секретар Бежецького окружного комітету ВКП(б).
У жовтні 1928 — січні 1930 р. — відповідальний інструктор ЦК ВКП(б), у лютому — жовтні 1930 р. — заступник завідувача організаційно-інструкторського відділу ЦК ВКП(б).
З грудня 1930 року по 3 лютого 1933 року — відповідальний секретар Кримського обласного комітету ВКП(б), член РВР Морських сил Чорного моря.
З 11 лютого 1933 по липень 1937 року — 1-й секретар Одеського обласного комітету КП(б)У.
Делегат XI (1930), XII (1934) та XIII (1937) з'їздів КП(б)У.
25 червня 1937 року заарештований. 27 листопада 1937 року розстріляний, похований на Донському цвинтарі в місті Москві. Реабілітований посмертно 14 березня 1956 року.

## Нагороди
- Орден Червоного Прапора (1921)[1];
- Орден Трудового Червоного Прапора.